# Livoneca reniformis
Livoneca reniformis är en kräftdjursart som beskrevs av Menzies och Dirk Frankenberg 1966. Livoneca reniformis ingår i släktet Livoneca och familjen Cymothoidae. Inga underarter finns listade i Catalogue of Life.